# Telmatogeton amphibius
Telmatogeton amphibius är en tvåvingeart som först beskrevs av Eaton 1875.  Telmatogeton amphibius ingår i släktet Telmatogeton och familjen fjädermyggor. Inga underarter finns listade i Catalogue of Life.